# Нигеро-чилийские отношения
Ни́геро-чили́йские отноше́ния — двусторонние дипломатические отношения между Республикой Нигер и Республикой Чили. Страны никогда официально не устанавливали дипломатических отношений, а также не имеют посольств друг у друга, однако состоят в международных организациях, их объединяющих.

## Общая характеристика стран
|                                          | Нигер                 | Чили                  |
| ---------------------------------------- | --------------------- | --------------------- |
| Площадь (км²)                            | 1 267 000             | 756 096               |
| Столица                                  | Ниамей                | Сантьяго              |
| Население (чел.)                         | 22 928 000            | 19 680 000            |
| Государственное устройство               | унитарное государство | унитарное государство |
| Объём ВВП (номинал) (млрд долл.)         | 12,9                  | 282                   |
| Численность вооружённых сил              | 5300                  | 77 200                |
| Военный бюджет (млрд долл.)              | 13                    | 245                   |
| Производство электроэнергии (млрд кВт·ч) | —                     | 83,9                  |

## Членство в международных организациях
Нигер и Чили совместно состоят во многих международных организациях. Ниже представлена таблица с датами вступления стран в эти организации.
|                          | Нигер | Чили |
| ------------------------ | ----- | ---- |
| ООН                      | 1960  | 1945 |
| МВФ                      | 1963  | 1945 |
| МБРР                     | 1963  | 1945 |
| ВТО                      | 1996  | 1995 |
| Движение неприсоединения | 1973  | 1973 |